# Orquestra Simfònica de Montreal
L'Orquestra Simfònica de Montreal (Orchestre Symphonique de Montréal) o OSM, és una orquestra simfònica de la ciutat de Montreal (Quebec), la més prestigiosa del Canadà. Actualment el director titular és Kent Nagano, director japonès nacionalitzat als Estats Units.

## Història
Va ser fundada el 1934 amb el suport del govern del Quebec. Va fer el seu primer concert el 14 de gener de 1935 a la sala de l'École Le Plateau, al parc Lafontaine, sota la direcció del director canadenc Rosario Bourdon. L'orquestra ha interpretat principalment obres de Beethoven, Txaikovski, Mendelssohn, Debussy, Goldmark, i Calixa Lavallée.
Wilfrid Pelletier, director d'orquestra a la Metropolitan Opera de Nova York, en va esdevenir el primer director artístic, i va crear els Matinées symphoniques pour la jeunesse (Matins simfònics per a la joventut) i els Concerts d'été (Concerts d'estiu) a l'aire lliure, a l'esplanada del Châlet del Mont Royal.
De 1940 a 1957, el director belga Désiré Defauw succeeix a Pelleter i són convidats nombrosos directors famosos, com Charles Münch, Bruno Walter, George Enescu, Ígor Stravinski, Leopold Stokowski, Leonard Bernstein, Pierre Monteux, Josef Krips, Ernest Ansermet i Otto Klemperer.
El 1957, Ígor Markevitch va ser nomenat nou director artístic, i sota la seva gestió es multipliqquen les activitats de l'orquestra que aconsegueix un estatut professional. Zubin Mehta el reemplaça de 1961 a 1967, període durant el qual l'orquestra simfònica de Montreal realitza les seves primeres gires, i és la primera orquestra canadenca que actua a Europa. És reemplaçat per Franz-Paul Decker entre 1967 i 1975, i posteriorment és breument succeït per Rafael Frühbeck de Burgos de 1975 a 1976.
El 1977 és nomenat Charles Dutoit com a director artístic, càrrec que va ocupar fins al 2002. És sota la seva iniciativa que es crea el festival Mozart Plus a la basílica de Notre-Dame, al barri vell de Montreal, així com diversos concerts gratuïts als parcs de la regió de Montreal. El 1981, l'orquestra efectua una gira per Canadà i els Estats Units; posteriorment entre 1981 i 1987, realitzen set gires per Àsia, nou gires per Europa i dos per Sud-amèrica.
L'agost de 1987 realitzen cinc concerts al Hollywood Bowl de Los Angeles i després, l'estiu 1988, tres concerts al festival de Ravinia. El 1990, l'orquestra respon a la invitació al festival d'estiu de la prestigiosa Boston Symphony Orchestra a Tanglewood.
Després d'un període de descans, el 1999 l'orquestra participa en la 15a edició del Festival de Musica de Canàries, seguida per una gira al Japó durant el mes de juny, i una gira de dues setmanes a Alemanya. El febrer de 2000, la gira va ser d'una setmana a Florida.
El 27 de juny de 2006, el govern del Quebec anuncia la construcció d'una sala de concerts per a l'OSM avaluada en 105 milions de dol·lars amb fons públics i privats. S'espera que estigui acabada, el més tard, l'any 2011.

## Directors
- Wilfrid Pelletier (1935–1940)
- Désiré Defauw (1941–1952)
- Otto Klemperer (1950–1953)
- Ígor Markevitch (1957–1961)
- Jacques Beaudry (1962)
- Zubin Mehta (1961–1967)
- Franz-Paul Decker (1967–1975)
- Rafael Frühbeck de Burgos (1975–1976)
- Charles Dutoit (1977–2002)
- Kent Nagano (2006–2020)
- Rafael Payare

## Premis
- Desembre de 1984: disc de platí per a la gravació del Bolero de Ravel (més de 100.000 exemplars venuts).
- Febrer de 1996: Grammy per a la gravació de l'òpera Les Troyens de Berlioz.
- Febrer de 2000: Grammy per «la millor interpretació instrumental - solista amb orquestra» per a la gravació del 1r i el 3r Concert núm. 1 i núm. 3 de Prokófiev i del Concert núm. 3 de Béla Bartók amb Martha Argerich i Charles Dutoit.
- Novembre de 2001: Premi pel millor concert de l'any a la "Gala des Prix Opus du Conseil Québécois de la Musique" per Elektra de Richard Strauss.
- 2002: Premi pel millor concert de l'any a la "Gala des Prix Opus du Conseil Québécois de la Musique", categoria música clàssica, romàntica i moderna, per Wozzeck d'Alban Berg.
- Abril de 2003, tardor 2003: millor disc clàssic «categoria gran conjunt o solista amb gran conjunt» per al Concerts per a violí, volum II, de Max Bruch, amb el violinista James Ehnes sota la direcció de Mario Bernardi. Premi Félix per la mateixa gravació.